# Trpimirowicze

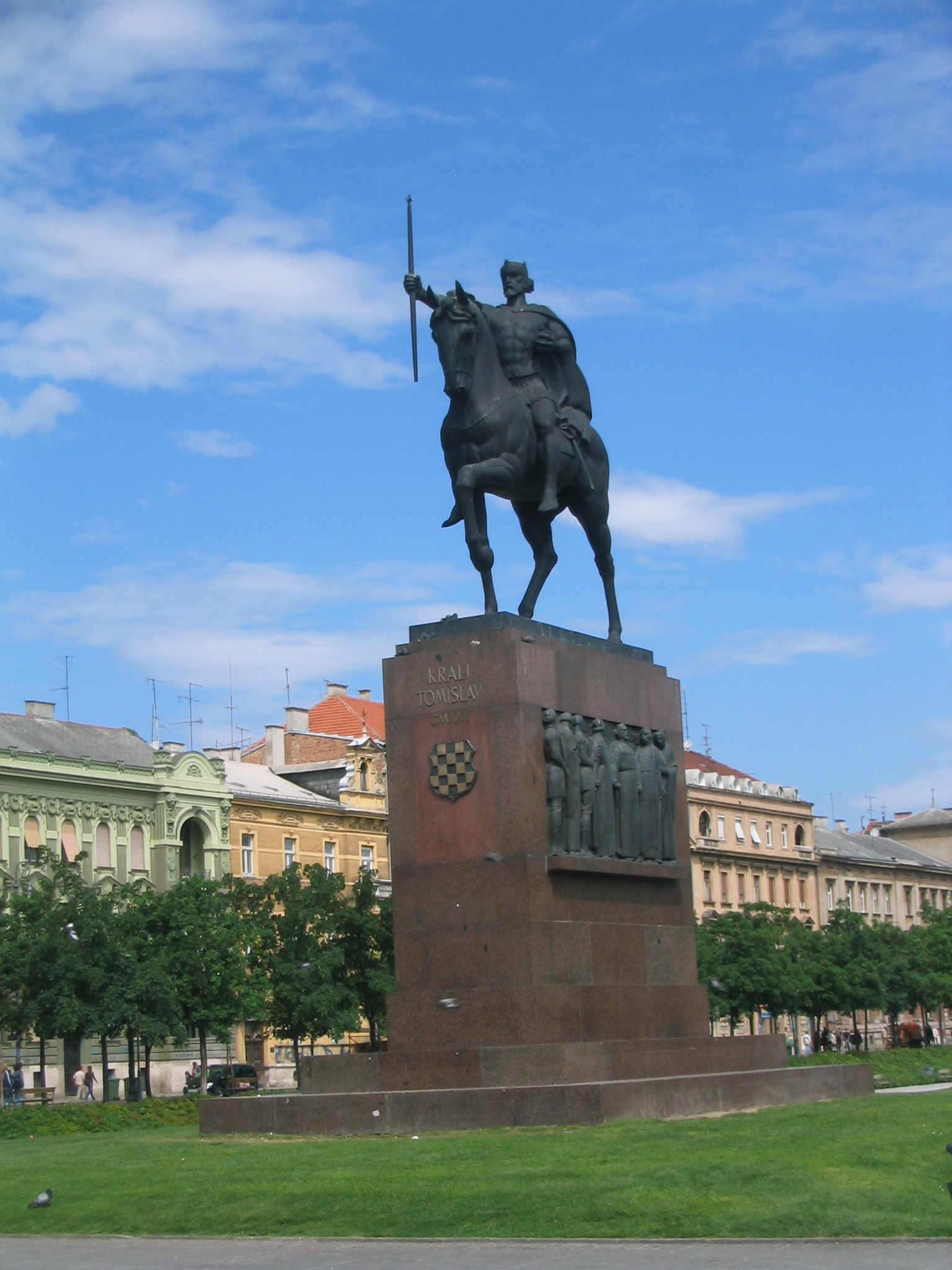
Pomnik króla Tomisława w Zagrzebiu

Trpimirowicze (chorw. Trpimirovići) − narodowa dynastia chorwacka, która rządziła tym krajem, z przerwami, w latach 845–1091.
Założycielem dynastii był Trpimir, książę chorwacki panujący w Dalmacji i nad Neretwą w latach 845–864. Od jego imienia pochodzi nazwa dynastii. Jego synowie (Zdesław, Mutimir) ze zmiennym szczęściem toczyli walki o dziedzictwo po ojcu z innymi możnowładcami. Dopiero na przełomie IX i X wieku ich panowanie zostało bardziej ugruntowane. 
Szczególne znaczenie dla rozwoju państwowości chorwackiej miało panowanie Tomisława (910–928), syna Mutimira, który podbił Slawonię, uporządkował organizację kościelną kraju, pokonał cara bułgarskiego Symeona Wielkiego, a przez kancelarię papieską nazywany był „królem Chorwatów”. 
Kolejni Trpmirowicze na tronie chorwackim nie osiągali takich sukcesów. O panowaniu Trpimira II (brata Tomisława) i Krzesimira I (syna Trpimira II) wiadomo niewiele. Synowie Krzesimira, Mirosław i Michał Krzesimir II stoczyli bratobójczą wojnę domową, którą wykorzystali sąsiedzi (Wenecja zajęła część wysp na Adriatyku, Serbia – Bośnię). Z kolei za panowania Stefana Drżisława, syna Michała Krzesimira, zagrożenie nadeszło ze strony cara bułgarskiego Samuela. Stefan zdołał odeprzeć jego atak dzięki sojuszowi z Bizancjum, który zaowocował także jego koronacją królewską w roku 988. 
Po śmierci Stefana (997) nastąpił kolejny okres zamętu, wywołany walkami pomiędzy jego synami – najstarszym Świętosławem a młodszymi Gojsławem i Krzesimirem III. Po stronie Świętosława stanęła Wenecja, z kolei młodsi bracia uzyskali poparcie cara bułgarskiego Samuela. Z tego starcia zwycięsko wyszli Krzesimir i Gojsław, którzy objęli władzę, choć po upadku Samuela musieli uznać zwierzchnictwo jego zwycięzcy, cesarza bizantyjskiego Bazylego Bułgarobójcy. W 1020 roku zmarł Gojisław, a o spowodowanie jego śmierci podejrzewano Krzesimira. W tej sytuacji doszło do konfliktu nie tylko z Bizancjum, ale także z królem węgierskim Stefanem I, który zdobył Slawonię i utworzył tam banat, na którym osadził Stefana, swego powinowatrego, a jednocześnie syna odsuniętego od władzy Świętosława (brata Krzesimira). 
Po śmierci Krzesimira III (1030) władzę w Chorwacji przejął jego syn Stefan I (odbudował on biskupstwo chorwackie w Ninie), a po nim z kolei jego syn Piotr Krzesimir IV. W 1074 roku ten ostatni dostał się do niewoli normańskiej, w której najprawdopodobniej wkrótce zmarł. Tron chorwacki przejął wówczas Dymitr Zwonimir, który był banem Slawonii i potomkiem Świętosława. Dzięki dobrym stosunkom z papieżem Grzegorzem VII oraz Węgrami (był żonaty z siostrą ówczesnego króla węgierskiego) w 1075 roku koronował się na króla Chorwacji. Zmarł w roku 1089, nie pozostawiając męskiego potomka. Jego następcą został Stefan II, bratanek Piotra Krzesimira IV, człowiek podeszłego wieku i słabego zdrowia. Zmarł w 1090 lub 1091 roku jako ostatni z Trpmimirowiczów.